# ビッグX
『ビッグX』（ビッグエックス）は、1963年11月から1966年2月まで集英社『少年ブック』に連載されていた手塚治虫の漫画作品、およびそれを原作とするテレビアニメである。また「ビッグX」は、薬品またはエネルギーの名称であると共に、それにより変身した主人公を指す場合もある。

## あらすじ

### ナチス同盟編（プロローグ - 第9章）
第二次世界大戦時、無敵の軍隊を作ろうと目論むナチス・ドイツの下で、日本人の朝雲（）博士とドイツ人のエンゲル博士は、ヒットラー総統の命令のもと、生物を鋼鉄のように強靭でしかも巨大化させる薬品「ビッグX」の開発を行っていた。ベルリン陥落の直前、朝雲博士は「ビッグX」の平和利用に一縷の望みを託し、その製法を記したカードを朝雲の息子のしげるの体内に埋込んだ。その直後に両博士は、「ビッグX」の完成を故意に遅らせた疑いにより射殺され、研究書類は全て焼き捨てられた。20年後、しげるの体内から発見され摘出されたカードを、ネオナチの秘密結社「ナチス同盟」が狙って襲撃してくる。しげるはビッグXを完成させるが、ナチス同盟に襲われてカードは失われ、しげる自身も殺害されてしまう。翌年、花丸博士との協力で「ビッグX」を完成させたしげるの息子・昭は、自ら「ビッグX」で巨大化してナチス同盟に立ち向かうのだった。
ナチス同盟は巨大ロボット・V-3号で日本を襲撃し、昭をおびきだして捕らえ、ナチス同盟が事実上支配する軍事独裁国家・カルタゴ国に連行する。そこにはナチス同盟のメンバーでカルタゴ国の国防庁直属軍司令官、ハンス・エンゲルがいた。エンゲル博士の孫であるハンスは、朝雲博士がビッグXの秘密を独占したためにエンゲル博士は射殺されたと誤解しており、ビッグXによる世界征服をもくろんでいた。

### クロス党編（第10章 - 第14章）
ナチス同盟を壊滅させた昭とニーナは、ビッグXで巨大化させたハゲタカに乗って日本へ帰ろうとするが、ハンスの攻撃により密林地帯に不時着してしまう。昭たちを襲撃したのは、世界的なネオナチ系秘密結社「クロス党」だった。全世界に核戦争を起こして人類を滅亡させ、自分たちは放射能が薄くなるまで宇宙に移住しようという陰謀を知った昭は、人類滅亡の引き金となるアメリカ合衆国へと向かう。

### ガレア共和国編（第15章 - 第18章）
クロス党を滅亡させ、国連にその功績を讃えられた昭とニーナは特務レインジャー（武装監視員）の称号を与えられる。ある日昭とニーナは国連からの依頼で、50年来の寒波に襲われたガレア共和国へと向かい、主要作物のジャガイモをビッグXで大きくすることで食糧問題を解決しようとする。しかし、その巨大化したジャガイモを漂着した宇宙生物が乗っ取り、巨大な植物怪獣「キング・ガレア」が誕生してしまう。キング・ガレアはガレア共和国の秘密地下要塞「じねずみ」を制圧し、兵を奴隷化して人類に降伏を勧告する。ニーナを人質に取られてしまった昭は、キング・ガレアを倒すべくハンスと協力を打診する。

### 月世界編（第19章・第20章）
国連科学財団のモル・タル博士は、月ロケット「アルテミス」を開発した。国連は勇敢な宇宙飛行士5名を月に送ろうとしたのだが、地球の機密を盗むスパイが紛れ込んでいるのだ、とモル博士は昭に告げる。昭とニーナは宇宙飛行士たちの護衛兼スパイの発見を名目に「アルテミス」に乗船、人類初の月着陸を成功させようとする。途中、「アルテミス」に隕石が衝突し、昭はビッグXの力でこれを除去するが体が重くなりすぎてロケットの外壁から滑り落ちてしまう。月面に叩き付けられた昭の前に姿を現したのは、ハボス星で800年前に作られたと自称するアンドロイド・カグアだった。

### ミクロX編（第21章 - 最終回）
朝雲科学研究所に雷が落ちた。開発中のビッグXに落ちた雷はその成分を変質させ、生物の細胞を拡大ではなく縮小させる「ミクロX」に変えてしまった。昭は花丸博士にこのことを報告しようとするが、謎の男に襲われてユー・ユーと名乗る男に捕えられ、挙句薬を注射されて小さくされてしまう。ユー・ユーは化学者の蟻田博士を脅迫してミクロXを作らせ、最強の化学兵器として南北での戦争を続けるアブラム共和国に売りつけようとする。戦争の兵器として作られたビッグXを、またも戦場で使わせるわけにはいかない。身体が元の大きさに戻った昭は、蟻田博士に協力しアブラム共和国でのミクロXの使用を阻止しようとする。

## 単行本
- 集英社のテレビ・コミックス『ビッグX』（集英社）全10巻
- サンデーコミックス『ビッグX』（秋田書店）全4巻
- 手塚治虫漫画全集『ビッグX』（講談社）全4巻
- 手塚治虫名作集『ビッグX』（ホーム社）全3巻
- 集英社文庫手塚治虫名作集『ビッグX』（集英社）全3巻
- 秋田文庫『ビッグX』（秋田書店）全3巻
- 手塚治虫文庫全集『ビッグX』（講談社）全2巻

## アニメ版
1964年8月3日から1965年9月27日までTBS系列局で放送。放送時間は毎週月曜 19:00 - 19:30 （日本標準時）。
東京ムービーの初制作作品である。また、TBSでは『エイトマン』に次ぐ国産アニメにして、初の19時台での放送である。国産アニメでは唯一の花王石鹸（現・花王）の一社提供で、オープニングのラストには宇宙空間に浮かぶ同社の商標「月のマーク」に腰掛ける朝雲昭（声 - 太田淑子）が映され、昭が「この番組を提供するのは、僕の大好きな月のマークの花王石鹸です」とコメントすると、画面が「提供（月のマーク）花王石鹸」と描かれた提供クレジットに変わる。
手塚治虫テレビアニメとしては初めて、手塚と直接関わりの無い外部のプロダクションの元請によって制作された作品である。当初はTBSからピー・プロダクションに企画が持ち込まれたが、既に制作中のテレビアニメ『0戦はやと』などで手一杯だったため、社内の反対で話が流れた。このため、TBSでテレビの人形劇を制作していた藤岡豊にアニメの制作プロダクション設立を促し、藤岡は間借りしたTBS社屋の4階で本作を制作した。このときに設立された東京ムービーは本作制作のためのプロダクションであり、会社登記も第1話の放送後であった。
本作は同時期に放送されていた虫プロ制作の『鉄腕アトム』などに比べ、著しく作画力や動きが劣っている。これは、当初の東京ムービーが経験のない素人が大多数のスタッフであった故である。虫プロ作品と誤解され、抗議が虫プロにきたという。
1966年、ピー・プロダクションが手塚作品の実写化を企画した際には本作と『マグマ大使』が候補に上がったが、結果的には『マグマ大使』が実写映像化された。
原作では主人公・朝雲昭は薬液「ビッグX」をシャープペンシル型の注射器で自ら打って（後に経口薬により）変身するが、アニメ版の「ビッグX」はシャープペンシル型の装置から出る光線状のエネルギーを昭が胸に当てることで変身し、目盛1で鋼鉄の体に、目盛2で20倍の巨体に変身するという設定となった。注射が麻薬を連想するというところからこのような構成になった。
原作のストーリーは、ビッグX（朝雲昭）が超能力少女ニーナらと共にナチス同盟と戦う連続物語となっていたが、アニメ版は1話完結で、多くはナチス同盟と無関係の敵と戦う話になっている。ビッグXの宿敵・ハンスは、原作では中盤以降、ナチス同盟の兵器であるロボット・V3号に酷似したロボット（頭部の形状、カラーリングは異なる）に脳を移し変えて巨大ロボットの姿となる。アニメ版では第56話『ハンスの復讐』で自ら肉体を機械化（セリフでは「俺の身体をロボットに移した」と表現）して首だけ生身のままサイボーグとなっている。最終回では、科学者である実妹のイリーナの制止を振り切って専用円盤でビッグXと戦い、最後は「俺は遂に降伏しなかった」と叫び、円盤と自爆して果てる、という最期だった。
本作は大部分のフィルムが所在不明となっており、2014年時点で現存が確認されているのは全59話のうち、第1話、第11話、第40話 - 第59話の計22話分のみである。
1987年7月26日放送のTBS『テレビ探偵団』（夏休みアニメ特集）では、番組コメンテーター・朝井泉の思い出の作品として本作が取り上げられ、第11話の一部が放送された。
1990年7月28日放送のNHK BS2の企画「夏休み・手塚治虫アニメ・メドレー」では第11話と第30話が、同時期にBS局で第5話が放送された。
1999年のLD-BOXおよびVHSソフト化の際には、当時現存が確認されていた第40話 - 最終話（第59話）の計20話分が収録された。この際、オープニングのフィルムが所在不明であったため、出崎統の監修で本編を再編集して新規制作された。同年発売された歴代東京ムービー作品の主題歌映像を収録したビデオソフト「東京ムービーアニメ主題歌大全集」（LD・VHS）第1巻にも、この新規制作のオープニング映像および第40話のエンディング映像が収録されている。
その後、アメリカのフィルムコレクターが所有していたオリジナルのオープニングを含む第1話のフィルムが発見され、2003年8月31日にアニマックスで放送された。2006年に発売されたDVD-BOXにも第1話が第40話 - 最終話と共に収録された。
2013年7月9日には、NHK BSプレミアムの企画『手塚治虫×石ノ森章太郎 TV作品 初回・最終回大集合!』で第1話と最終話が放送された。DVD版と同じ素材での放送であったが、第1話オープニングの提供読み部分はカットされた。
1990年頃までテレビで映像が流れるなどして存在が確認されていた第11話は、その後永らく映像ソフトに収録されることが無かったが、2014年になってフィルムが再び発見され、同年8月3日のアニマックスの特番『TMSアニメ50年のDNA』内で放送された。ただし、オープニングとエンディング映像は欠落しており、放送では第1話のものが流用された。
2016年1月30日に、ベストフィールドより、『想い出のアニメライブラリー 第48集』としてHDリマスター DVD-BOXが発売される。こちらには、2006年発売時には発見されていなかった11話が、特典映像として収録される。
第11話と同じく1990年頃まで存在が確認されていた第5話「ビッグXの危機」および第30話「あの耳を狙え」については、近年は表に出ていない。

### スタッフ
- 原作 - 手塚治虫
- 動画監督 - 浜本征三
- 作画 - 鈴木英二、木下蓮三、堀口忠彦、井上晴美、中村やすお、小鷹文雄、藤井達朗、橋本吉雄、谷口守泰ほか
- 美術 - 半藤克美、椋尾篁ほか
- 背景 - 大塚綾子ほか
- 撮影指導 - 高橋澄夫
- 撮影 - 杉本伸一
- トレス・彩色 - 田中文世ほか
- 録音監督 - 清水浩二
- 録音制作 - 中村武雄
- 録音進行 - 武田晴道
- （録音）協力 - 東京プロモーション、東京人形シネマ
- 製作 - 稲田伸生
- 進行 - 石山卓也、花井稔ほか
- （制作）協力 - 東京T.V.Fプロダクション、アートフレッシュほか
- 編集 - 佐々木喜美子
- 音楽 - 冨田勲
- 音響効果 - 斎藤大士

- 制作 - 藤岡豊、久保田仁司、郷田三朗
- 制作 - 東京ムービー、TBS

### 主題歌
「ビッグX」
作詞 - 谷川俊太郎 / 作曲 - 冨田勲 / 歌 - 上高田少年合唱団（上高田小学校）
正式名称は上高田少年合唱団だが、番組上の字幕では「上高田小学校」となっていた。
ED映像は第1話と第40話が違う。そして、第42話からED映像が少し変わる。

### 登場人物・声の出演
朝雲昭
声 - 太田淑子
本作の主人公。
ビッグX
声 - 島田彰
昭が「ビッグX」を使って巨大化した姿。単なる巨大化ではなく少年から青年に変わり、コスチュームも変化する。
花丸博士
声 - 永井一郎
医師。しげるの死後、昭の後見人となってビッグXを完成させる。原作では、第3章で完成させたビッグXを昭に引き渡したのち、昭の前からいったん姿を消すが、第12章で再登場し、クロス党に襲われ瀕死の重傷を負ったハンス・エンゲルをサイボーグに改造する。その後は昭とニーナの保護者としてたびたび登場する。アニメ版では昭やニーナの保護者として大幅に出番が増えている。手塚作品において様々な作品に登場している。
ニーナ・ベルトン
声 - 白石冬美
ナチス同盟に捕まっていたカルタゴ国の超能力少女。昭によって解放された後は昭と行動を共にする。原作とアニメでは大きくデザインが異なっている。
ハンス・エンゲル
声 - 山本圭子
ナチス同盟の大尉で、カルタゴ国の国防庁直属の軍司令官および秘密警察長官。祖父・エンゲル博士の処刑を「朝雲博士がビッグXの秘密を隠したために銃殺された」と思い込み、祖父の仇を撃ち、ビッグXを取り返そうと企む。のち、ビッグXの確保が遅れたという理由でナチス同盟を除名され、処刑されかかるが、同盟の壊滅により結果的に命を救われる。その後、クロス党に一時協力するが、ビッグXの奪い合いでクロス党に襲われて瀕死の重傷を負い、花丸博士によって、巨大ロボットの体に脳だけを移植した姿に改造される。冷酷非情だがどこか悪に染まりきれていない面があり、昭達からは幾度か救いの手を差し伸べられ、改心の兆しを見せたこともある。しかし意志薄弱な面もあるがため、改心の兆しを見せても誘惑や甘言に乗せられ、尽く恩を仇で返す裏切り行為を繰り返し続けた。意志薄弱な面は最後まで改善されること無く最終的には昭からも見限られてしまい、倒されてしまうこととなる。話が進むにつれ、ビッグXを奪い返すということよりも、一度でいいから昭に勝ちたいということに目的が移って行く。原作ではキング・ガレアにそそのかされて昭を裏切り地下要塞を占拠し、昭の降伏勧告にも従わず戦闘となるが、戦闘中に高圧電流を浴びて、唯一の生体部分であった頭脳が破壊され、完全に死亡した。アニメでは56話で人間の姿のままサイボーグ化し、最終話ではイリーナの制止を振り切って激戦の末自爆した。
朝雲博士
昭の祖父、しげるの父にして、20年前の日本が誇る天才科学者。その頭脳をナチスに買われ、エンゲル博士と共にビッグXの開発を頼まれるが、ビッグXの平和利用のため密かに設計図を息子・しげるの腹の中に封印するも、ナチスに逆らった罪でエンゲル博士と共に銃殺された。なお原作とはキャラが一変、現在のしげると似たキャラになる。
エンゲル博士
ハンスの祖父にして、20年前のドイツの科学者。朝雲博士と共にビッグXの開発を頼まれるも、朝雲博士と同じ理由で処刑される。
朝雲しげる博士
声 - 仲野宏
昭の父。20年前に父・朝雲博士と共にナチスに拉致され、朝雲博士の処刑直前にビッグXの設計図を封印される。そして現代、腹痛が元でビッグXの設計図を知られ、ナチス同盟に抹殺される。20年前は昭と瓜二つだった。
昭の母
声 - 渡辺知子
原作ではドイツと中国の混血児で、20年前にゲシュタポにスパイの訓練を受け、戦後ナチス残党よりビッグX調査を依頼、来日してしげると結婚、昭を産んだ。
イリーナ・エンゲル
声 - 向井真理子
アニメオリジナルキャラクター。ハンスの実妹にして天才女性科学者。
その他
- 山田康雄
- 納谷悟朗
- 村越伊知郎
- 千葉耕市
- 清川元夢
- 西沢由郎
- 田の中勇
- 森山周一郎
- 野島昭生
- 立壁和也
- 二見忠男
- 野沢那智
- 肝付兼太
- 青野武
- 家弓家正
- 石森達幸

### 各話リスト
| 話数 | サブタイトル                          | 脚本                            | 演出                          | 放送日        |
| ---- | ------------------------------------- | ------------------------------- | ----------------------------- | ------------- |
| 1    | ビッグX登場                           | つのだじろう (角田次郎)         | 月岡威                        | 1964年 8月3日 |
| 2    | V3号の襲撃                            | 山本グループ (山本恵三・小沢協) | 渡辺和彦                      | 8月10日       |
| 3    | 要塞脱出                              | つのだじろう パンブロー         | パンブロー                    | 8月17日       |
| 4    | 砂漠の対決                            | 山本グループ                    | 月岡威                        | 8月24日       |
| 5    | 奴隷狩り                              | 成橋均                          | 堀川豊平                      | 8月31日       |
| 6    | ビッグXの危機                         | つのだじろう                    | 佐々木哲治 (アートフレッシュ) | 9月7日        |
| 7    | 毒ガス列車                            | つのだじろう                    | 佐々木哲治 (アートフレッシュ) | 9月14日       |
| 8    | ラクダ島                              | 山野浩一                        | アナグマ・プロ                | 9月21日       |
| 9    | 死の湖の対決                          | 山野浩一                        | アナグマ・プロ                | 9月28日       |
| 10   | 黒いオーロラ                          | 成橋均                          | 渡辺和彦                      | 10月5日       |
| 11   | 海の墓場                              | つのだじろう                    | (不明)                        | 10月26日      |
| 12   | 悪魔の太陽                            | 村野守美 光山勝治               | 村野守美 光山勝治             | 11月2日       |
| 13   | ライオン帝国                          | 山本グループ (山本恵三・小沢協) | 佐田誠                        | 11月9日       |
| 14   | カイザー0号との対決                   | 保利吉紀                        | 村野守美 光山勝治             | 11月16日      |
| 15   | 仮面の男                              | 堀川豊平 (東京動画プロ)         | 東京動画プロ                  | 11月23日      |
| 16   | 毒ガス列車                            | つのだじろう                    | 月岡威                        | 11月30日      |
| 17   | 大怪鳥ヒンメル                        | 広瀬正                          | 佐田誠                        | 12月7日       |
| 18   | 宇宙人スナルリ                        | つのだじろう                    | 朝岡隆志                      | 12月14日      |
| 19   | 無重力線                              | 山野浩一                        | 清水浩二                      | 12月21日      |
| 20   | 死火山の怪                            | 山本グループ (山本恵三・小沢協) | アートフレッシュ              | 12月28日      |
| 21   | スペードバイキング                    | 高木寛 (アートフレッシュ)       | 高木清 (アートフレッシュ)     | 1965年 1月4日 |
| 22   | 決戦20対21                            | 山野浩一                        | 岡本光輝                      | 1月11日       |
| 23   | 走れビッグX                           | 山野浩一                        | 岡本光輝                      | 1月18日       |
| 24   | 狂った大噴水                          | 山野浩一                        | 岡本光輝 鈴木英二             | 1月25日       |
| 25   | 幻の海賊船                            | 山野浩一                        | 岡本光輝                      | 2月1日        |
| 26   | ロボット撃破指令                      | 小沢正                          | 岡本光輝                      | 2月8日        |
| 27   | キングの電送作戦                      | 小沢協 山本恵三                 | 佐田誠                        | 2月15日       |
| 28   | アリ地獄作戦                          | 小沢正                          | 清水浩二                      | 2月22日       |
| 29   | 空中都市                              | 小沢協 (山本グループ)           | 清水浩二                      | 3月1日        |
| 30   | 大竜神対ビッグX                       | 広瀬正                          | 岡本光輝                      | 3月8日        |
| 31   | 大昔ミサイル                          | 小沢正                          | (不明)                        | 3月15日       |
| 32   | あの耳を狙え                          | 山本グループ                    | 清水浩二                      | 3月22日       |
| 33   | ロボット城                            | 山野浩一                        | 上野寿夫                      | 3月29日       |
| 34   | 悲しき昆虫博士                        | 佐野美津男                      | 鈴木英二                      | 4月5日        |
| 35   | ゴム人間の反乱                        | 小沢協 山本恵三                 | 清水浩二                      | 4月12日       |
| 36   | 真空人間サルベージ                    | 小沢正                          | 今泉俊明                      | 4月19日       |
| 37   | 地獄への扉                            | 山野浩一                        | 上野寿夫                      | 4月26日       |
| 38   | 海底秘密研究所                        | 佐野美津男                      | 田中八寿雄                    | 5月3日        |
| 39   | 宇宙の虎                              | 山野浩一                        | 梶平太朗                      | 5月10日       |
| 40   | 大都市全滅作戦                        | 岡本欣三                        | 今泉俊明                      | 5月17日       |
| 41   | 火の馬                                | 山野浩一                        | おおいひさし                  | 5月24日       |
| 42   | 虹の国から                            | 山野浩一                        | 鈴木英二                      | 5月31日       |
| 43   | 雪男の泉                              | 山野浩一                        | 今泉俊明                      | 6月7日        |
| 44   | 銀河に向って                          | 山野浩一                        | 梶兵太朗                      | 6月14日       |
| 45   | パール博士の発明                      | 岡本欣三                        | 泉久次                        | 6月21日       |
| 46   | エンゼルの星 （エンゼル星よりの使者） | 花島邦彦                        | 泉久次                        | 6月28日       |
| 47   | ニーナの危機                          | 岡本欣三                        | 岡部英二                      | 7月5日        |
| 48   | セントローザの秘密                    | 岡本欣三                        | 泉久次                        | 7月12日       |
| 49   | 宇宙ランドの秘密                      | 花島邦彦                        | おおいひさし                  | 7月19日       |
| 50   | 大くらげ出現                          | 岡本欣三                        | 泉久次                        | 7月26日       |
| 51   | グレート3 (グレート"3"スリー)         | 山野浩一                        | 岡部英二                      | 8月2日        |
| 52   | 地球!五氷河期                         | 泉久次                          | 岡部英二                      | 8月9日        |
| 53   | サマリンガの魔法使い                  | 岡本欣三                        | 木下蓮三                      | 8月16日       |
| 54   | 人面獣ゾンビー                        | 岡本欣三                        | 泉久次                        | 8月23日       |
| 55   | サンゴ礁の奇跡                        | 木村三四郎                      | 後藤田信広                    | 8月30日       |
| 56   | ハンスの復讐                          | 山野浩一                        | (不明)                        | 9月6日        |
| 57   | アマゾンの黒雲                        | 内田弘三                        | 本間文幸                      | 9月13日       |
| 58   | 大氷河の決戦 （大氷原の決戦）         | 内田弘三                        | 今泉俊昭                      | 9月20日       |
| 59   | 月世界の対決                          | 花島邦彦 泉久次                 | 大隅正秋 岡部英二             | 9月27日       |
| 60   | 最後の決戦                            | 泉久次                          | 今泉俊昭                      | 10月4日       |

### 放送局
- TBS（制作局）：月曜 19:00 - 19:30
- 岩手放送：月曜 19:00 - 19:30[9]
- 秋田放送（1967年8月から放送）：木曜 17:30 - 18:00[10]
- 東北放送：月曜 19:00 - 19:30[9]
- 福島テレビ：月曜 19:00 - 19:30[9]
- 新潟放送：月曜 19:00 - 19:30[11]
- 北陸放送：月曜 19:00 - 19:30[12]
- 中部日本放送：月曜 19:00 - 19:30[13]

### ネット配信
- トムス・エンタテインメントがYouTubeに開設した「TMSアニメ55周年公式チャンネル」（→TMSアニメ公式チャンネル）より、2019年7月31日から第1・11・最終話の3話が配信された。OP・EDとも映像はオリジナル版（OPは花王の提供コメント付き）で、EDの制作クレジットは初回と同じく「制作 東京ムービー TBS」になっている。
- それから5年後の2024年8月9日から2025年8月9日の1年間、「TMSアニメ公式チャンネル」からトムス・エンタテインメント60周年を記念して、前回と同じ3本が配信された（形態も同じ）。